# Scirocco (opéra)
Pour les articles homonymes, voir Scirocco.
Personnages
- La Rouquine
- La princesse Natascha Saratoff
- Le marquis Hector de Montigny
- Dupont, légionnaire
- Marcel, légionnaire
- Le sergent
- Petroff
- Fifi
- Chichi

Scirocco est un opéra d'Eugen d'Albert sur un livret de Karl Michael von Levetzow et Leo Feld.

## Argument

### Premier acte
Le foyer et le bar d'un grand théâtre de variétés
Un groupe hétéroclite de légionnaires gémit sous la chaleur du sirocco et de la vie du légionnaire. Les dames, en premier lieu la rouquine, leur changent les idées. La princesse Natascha Saratoff apparaît pour retrouver son cousin et mari. Il s'avère que le légionnaire Dupont est en fait Sascha Saratoff qui fuit de Paris pour la Légion étrangère et la danseuse Poupoule - l'ancien nom de la Rouquine. Dégoûtée par l'attirail lascif du bar, elle quitte la pièce. Peu de temps après, la Rouquine vient, enlace avec des mots lubriques Dupont, qui ne la reconnaît pas, et lui ordonne de venir chez elle cette nuit-là. Dupont maudit le sirocco.
Natascha revient pleine d'impatience et reconnait peu à peu son amour. Elle lui fait promettre de retourner chez elle cette nuit-là. À la fin, cependant, la Rouquine met Dupont d'accord, elle emmène l'homme plein de désir.

### Deuxième acte
Une élégante chambre d'hôtel
D'abord Dupont et le marquis, puis un peu plus tard la Rouquine, entrent dans la chambre d'hôtel, où deux serveurs ont déjà préparé le dîner. Petroff entre et avoue son amour à la Rouquine et lui demande de partir avec lui. Elle l'éconduit de nouveau, parce qu'elle se sent désolée pour lui et veut lui épargner une mauvaise manipulation. Ensuite Dupont et Rouquine sont seuls, Dupont écoute son passé. Elle se moque de sa mère qui avait supplié à genoux la Rouquine de laisser son fils. Plein de colère, il étrangle la Rouquine, et quand le réveil sonne, il quitte la pièce.

### Troisième acte
La place d'une ville
Le matin, devant la caserne de la légion, on entend la nouvelle que la Rouquine a été assassinée. Dupont est soupçonné et doit rapporter devant le général. Natascha vient et essaie de le persuader de s'échapper. Mais le sergent vient et arrête Dupont. Soudain, Petroff arrive, annonçant avec fureur que le marquis a tué la Rouquine puis s'est donné la mort avec de la morphine. Dupont soutient Petroff et met son destin entre ses mains.
Natascha, Sascha et Petroff partent pour la Russie, tandis que les légionnaires sortent de la caserne.

## Source de la traduction
- (de) Cet article est partiellement ou en totalité issu de l’article de Wikipédia en allemand intitulé « Scirocco (Oper) » (voir la liste des auteurs).